# الیس کستلو
الیس کستلو (به ایتالیایی: Alice Castello) یک سکونتگاه مسکونی در ایتالیا است که در استان ورسلی واقع شده‌است.

## خصوصیات
الیس کستلو ۲۴٫۸ کیلومترمربع مساحت و ۲٬۷۱۶ نفر جمعیت دارد و ۲۸۸ متر بالاتر از سطح دریا واقع شده‌است.